# (37982) 1998 HB132
1998 HB132 (asteroide 37982) é um asteroide da cintura principal. Possui uma excentricidade de 0.02838900 e uma inclinação de 5.66044º.
Este asteroide foi descoberto no dia 19 de abril de 1998 por LINEAR em Socorro.